# Біхевіоризм
Біхевіори́зм, бігевіори́зм (англ. behaviorism, behaviourism [bɪˈheɪvjərɪz(ə)m] від англ. behavior — «поведінка») — один з напрямів психології, що пояснює поведінку людей (чи тварин) механічними, рефлективними актами у відповідь на зовнішні подразники. Найпоширеніша течія у психологічній науці 20 ст.
Як «наука про поведінку» біхевіоризм прийшов на зміну емпіричній психології. Новий напрямок намагався побудувати психологію не на ідеалістичній, а на матеріалістичній основі та наповнити її більш практичним змістом.

## Погляди на психологію
Предметом психології представники біхевіоризму вважають поведінку (звідси синонім біхевіоризму — «поведінкова психологія»), до якої вони зараховують усі реакції організму (й окремих його органів) на зовнішні впливи (подразники), які можна об'єктивно зафіксувати неозброєним оком або за допомогою приладів. Біхевіористи вважали, що предметом психології може бути тільки поведінка людини, що виражається в доступному об'єктивному спостереженні матеріальних процесів, а не психічні стани.
Принципи біхевіоризму вперше виклав Дж. Вотсон у програмній статті «Psychology as a Behaviorist Views It» («Психологія з погляду біхевіориста», 1913). Він увів у вжиток і термін «біхевіоризм». Він також розвинув поняття: «стимул-реакція», «утворення навичок», «інтеграція навички». На підставі цього критики почали називати біхевіористську концепцію «психологією без психіки». Спираючись на принцип науковості, Дж. Вотсон наполягав на виключенні суб'єктивних факторів, які, на його думку, домінували у попередніх спостерігачів та інтерпретаторів, у процесі наукових психологічних досліджень. На його думку, об'єктивна наукова психологія не могла бути наукою про свідомість, як вважалося раніше, її предметом мали бути лише об'єктивні явища, які можливо зафіксувати, тобто поведінка.
Інші біхевіористи також стверджували, що наука повинна вивчати свій предмет винятково об'єктивними (спрямованими на пізнання зовнішніх об'єктів і явищ, а не внутрішніх суб'єктивних переживань) методами, як єдино науковими, тобто за допомогою об'єктивного спостереження і об'єктивного експерименту.
Предметом психології має бути поведінка людини, під якою біхевіористи розуміли дії і вчинки, доступні зовнішньому спостереженню. Те, як людина ходить, сидить, як вона робить ті чи інші дії, як вона говорить, яка міміка її обличчя, тобто все те, що доступно для зовнішнього спостереження за допомогою органів почуттів, і має, на думку біхевіористів, вивчати психологія, побудована на матеріалістичних засадах.

## Принцип «стимул— реакція»
За вченням біхевіористів, поведінка людини у своїй основі визначається не внутрішніми психічними процесами, а механічними впливами зовнішнього середовища за принципом «стимул—реакція».
Під реакціями біхевіористи розуміють рухи людей при виконанні тієї або іншої дії; під стимулами — доступні зовнішньому спостереженню подразнення зовнішнього світу, що викликають у людини ті чи інші реакції. Бачачи закономірний зв'язок між стимулами і реакціями і знаючи причини цього зв'язку — які саме стимули викликають ті чи інші реакції, можна безпомилково викликати та розвивати потрібну поведінку, зовсім не заглиблюючись в аналіз її внутрішніх психічних переживань.

## Вчення про причинні зв'язки
Згідно з вченням біхевіористів, причинні зв'язки, що закономірно визначають поведінку людини, полягають у взаємодії зовнішніх фізичних факторів з діями людини. Ні бажання, ні відчуття людини не можуть служити причиною її дій, оскільки дії у своїй основі матеріальні — і можуть бути викликані тільки матеріальними факторами. Такими факторами виступають або звук, або якесь зорове чи температурне подразнення, що діє на організм і закономірно викликає в ньому відповідні нервово-м'язові процеси, в результаті яких людина здійснює ту чи іншу дію.
Психічні процеси, на думку біхевіористів, — лише епіфеномени, тобто додаткові явища, що знаходяться поза причинними зв'язками, що існують між дійсними явищами, або феноменами. Тільки у світі феноменів (матеріальних явищ) існують причинні зв'язки, завдяки яким одне з цих явищ виступає як причина, інша — як наслідок.
Тим самим у структуру поведінки людини було введено принцип зворотного зв'язку. До 60-х рр. 20 ст. біхевіоризм та необіхевіоризм були провідними в американській психології, справили великий вплив на лінгвістику, антропологію, соціологію, кібернетику. Біхевіористи зробили значний внесок у розроблення емпіричних і математичних методів вивчення поведінки, у формулювання проблем когнітивної педагогіки, психологію реклами, створення нових соціально-психологічних концепцій (А. Бандурко, Д. Тібо, Дж. Келлі) та прийомів біхевіоральної терапії.

## Критика
Біхевіоризм, як і попередні напрямки, не вирішив завдання побудови дійсно наукової психології. Ґрунтуючись на механістичному матеріалізмі, біхевіоризм прийшов до заперечення всякого об'єктивного значення психічних процесів та ігнорував їх вивчення.

Один з найвидатніших представників Австрійської школи економіки Людвіг фон Мізес виступає з критикою застосування біхевіоризму для трактування економічної поведінки. Він пише:
Біхевіоризм не може пояснити, чому різні люди по-різному пристосовуються до однакових умов.

## Представники
- Класичний біхевіоризм
  - Джон Бродес Вотсон (англ. John B. Watson)
  - Едвард Торндайк (англ. Edward L. Thorndike)
- Цільовий біхевіоризм
  - Едвард Толмен (англ. Edward C. Tolman)
- Математичний біхевіоризм
  - Кларк Голл (англ. Clark Hall).